# Cochliotis somaliensis
Cochliotis somaliensis är en skalbaggsart som beskrevs av Marc Lacroix 2009. Cochliotis somaliensis ingår i släktet Cochliotis och familjen Melolonthidae. Inga underarter finns listade i Catalogue of Life.